# Company scrip

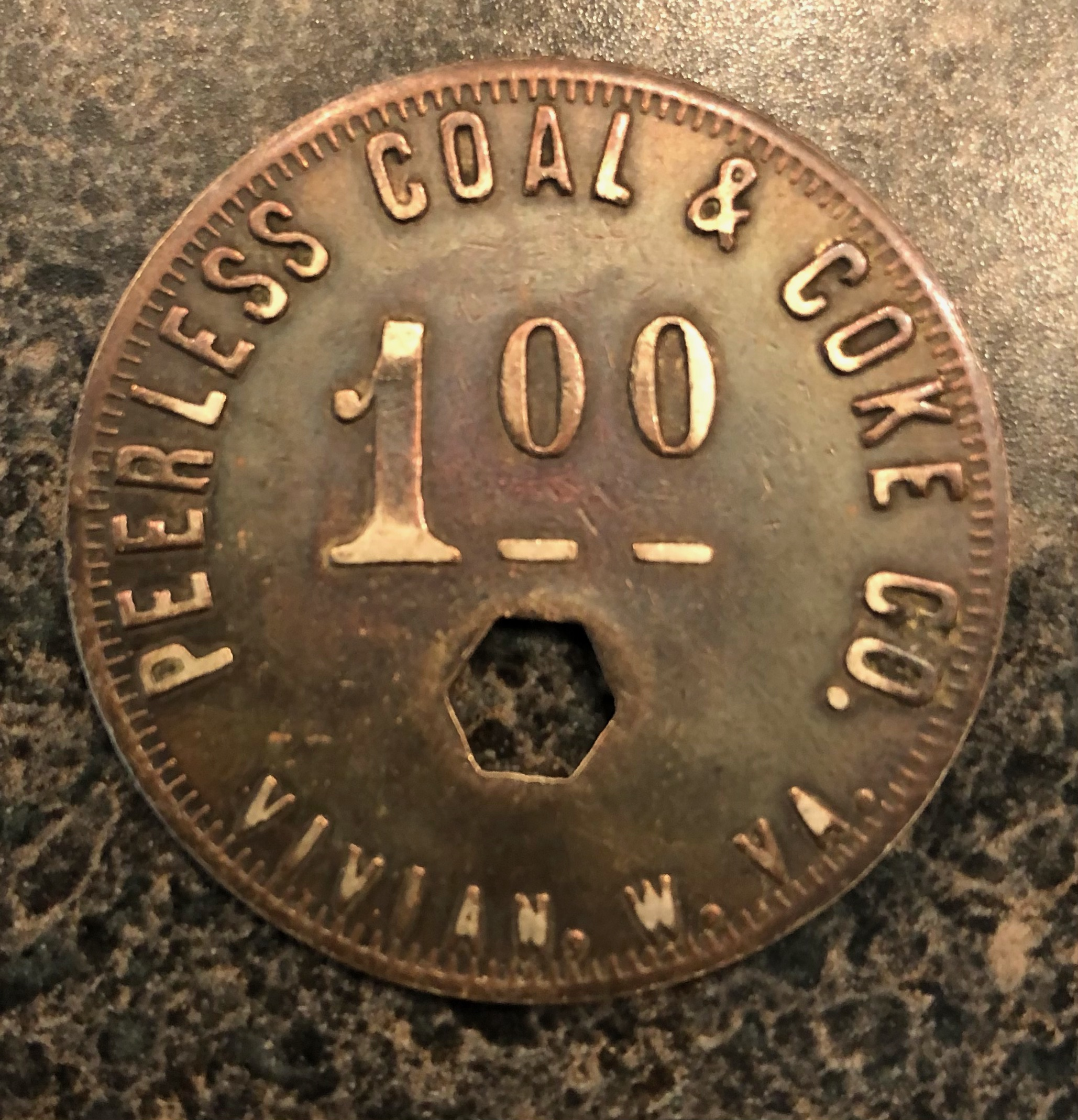
Dollar-Münze des Unternehmen Peerless Coal & Coke Co. aus West Virginia

Company scrip (englisch  ungefähr für „Firmengutschein“) bezeichnet im englischsprachigen Raum ein nicht-gesetzliches Zahlungsmittel, das private Unternehmen an ihre Arbeiter auszahlen. In der Regel werden solche Währungen nur in den unternehmenseigenen Geschäften angenommen. Gehälter, die vollständig durch solche Gutscheine ausbezahlt wurden, nennt man truck wage und das System insgesamt Trucksystem (von englisch to truck ‚eintauschen‘).
Im Laufe des 19. und 20. Jahrhunderts geriet diese Praxis in immer stärkere Kritik, sodass sie vom Vereinigten Königreich und den Vereinigten Staaten in mehreren Gesetzen zunächst eingeschränkt und dann weitestgehend verboten wurden. Der Begriff wird vor allem bezüglich der beiden letztgenannten Länder verwendet, aber auch in anderen Ländern wie Mexiko oder im deutschsprachigen Raume mit der Ausgabe der Veilsdorfer Kupfermarke gab es vergleichbare Zahlungsmittel, die nur in bestimmten Geschäften einlösbar waren.

## Zweck
Historisch gehörten verschiedene Arbeitersiedlung im englischsprachigen Raum einem Unternehmen alleine. Damit einhergehend gehörten alle Geschäfte im Umkreis dieser Städte dem Unternehmen. Die Ausgabe eine eigenen Währung verfolgte verschiedene Ziele:
- Sie banden die Arbeiter an das Unternehmen und machten sie abhängig.
- Unternehmen mussten kein „echtes“ Geld parat haben, um ihre Beschäftigten zu bezahlen.[3]
- Da das von Geschäften eingenommene Geld wieder an das Unternehmen ging, konnten sie so eine höhere Kaufkraft vortäuschen, als tatsächlich der Fall war.
- Die Unternehmen konnten so eine absolute Kontrolle über die verkauften Güter ausüben und die Arbeiter vor dem Kauf von unerwünschten Gütern wie Alkohol abhalten.[3]
- Bei Unternehmen, die einen Umtausch in gesetzliche Zahlungsmittel anboten, wirkte Company scrip wie eine „Quasi-Bank“: Menschen wurden mit dem Versprechen auf fertiggebaute Infrastruktur und zukünftige Auszahlung von Löhnen in entfernte Gegenden gelockt. Company scrip waren hierbei als Kredit für eine spätere Auszahlung gedacht.[4]

## Geschichte

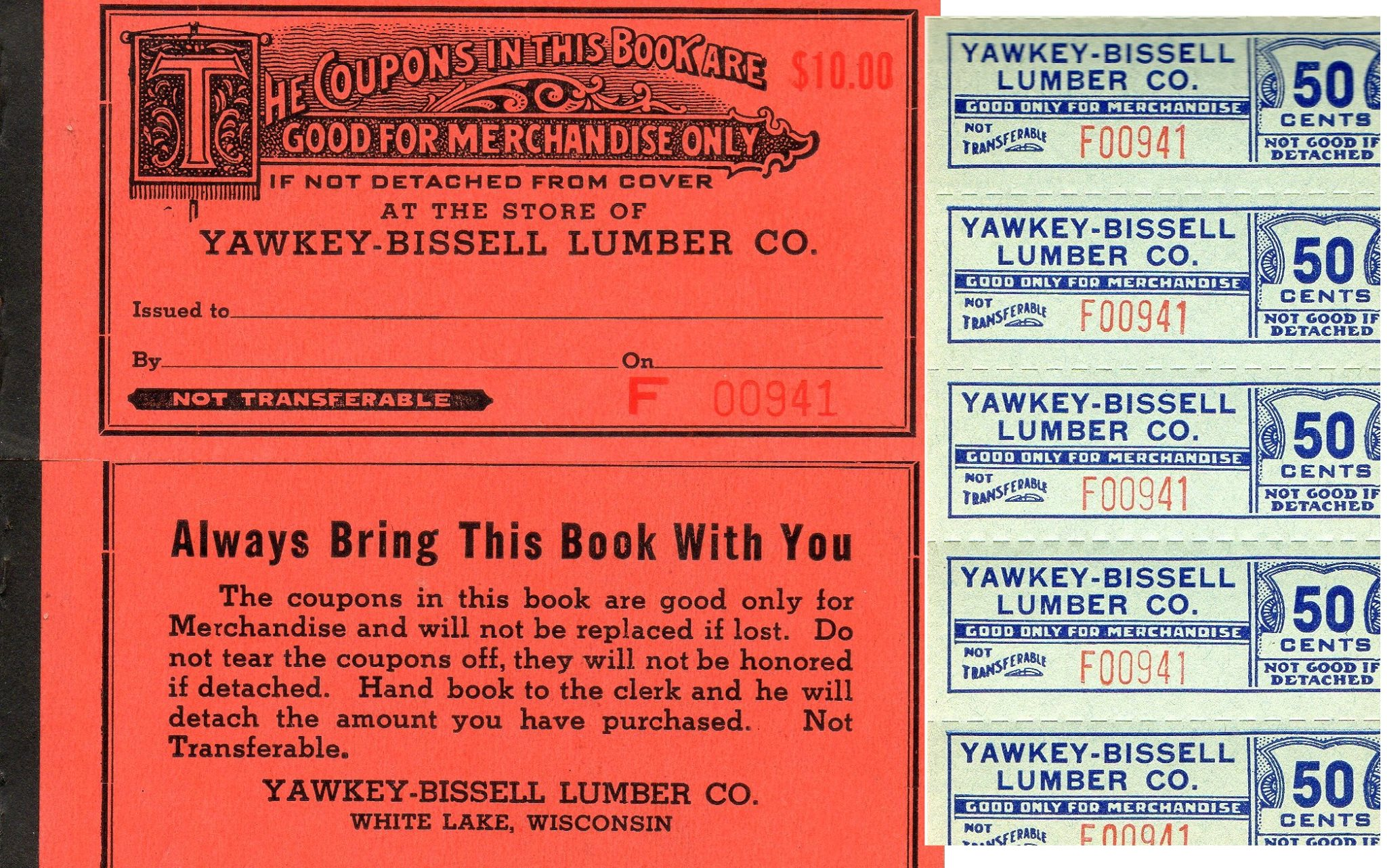
Yawkey-Bissell Lumber Company Scrip in Form von Coupons

Die Zahlung in Naturalien und lokal verbreiteten Währungen war bis vor der Durchsetzung des staatlichen Währungsmonopols eher die Norm als die Ausnahme. Company Scrips wurden häufig auch von unabhängigen Geschäftsinhabern akzeptiert, insofern die Verbreitung weit genug war.
Im 19. Jahrhundert fand man Company scrips primär in der Kohleindustrie vor, aber auch in der Holzwirtschaft und anderen Industriezweigen, die fernab der großen Städte lagen. An diesen Orten konnten sich die Company scrips idealerweise verbreiten, denn diese Industrien siedelten sich dort an, wo in der Regel über keine noch nennenswerte Infrastruktur verfügten. Daher lag es in der Aufgabe von den jeweiligen Unternehmen die notwendigen Häuser, Geschäfte, Schulen und Straßen zu errichten, wodurch einzelne Städte in deren faktische Kontrolle gelangten.
Wegen des Arbeitsschutzes und der Durchsetzung des staatlichen Währungsmonopols wurden ab dem 19. Jahrhundert verschiedene Gesetze verabschiedet, um die Ausgabe von Company scrip zu begrenzen. 1831 verpflichtete das britische Parlament die Zahlung des Lohnes in Pfund Sterling, aber Company scrip wurde weiterhin unter anderem als Lohnvorschuss ausgezahlt. Die Maßnahme erwies sich deshalb als ineffektiv und noch vierzig Jahre später waren Company scrips in größeren Mengen im Umlauf. Erst weitere Truck Acts, die letzte von 1940, dämmten die Verbreitung ein. Auch in den Vereinigten Staaten ist die Ausgabe eigener Währungen durch die Entstehung des Federal Reserve System Anfang des 20. Jahrhunderts erheblich eingeschränkt worden.

## Kritik
Aufgrund der im Abschnitt „Zweck“ genannten Punkte wird und wurde Company Scrip als eine Form von Ausbeutung kritisiert. Daneben steht sie auch bei Befürwortern eines staatlichen Währungsmonopols in Kritik. Robert Peel setzte sich besonders für die Abschaffung der Company Scrip ein. Er war zudem ein Anhänger der British Currency School, nach der die Inflation besonders durch eine zu große Zirkulation von Zahlungsmitteln angetrieben werde. Durch die Company Scrips entgingen dem Staat zusätzlich zahlreiche Einnahmen in Form von Seigniorage.

## Heutige Verwendung
Noch heute geben Unternehmen Gutscheine aus, die nur für die eigenen Produkte einlösbar sind, wobei die Legalität je nach Land variiert. International ist die Verbreitung durch Truckverbote erheblich eingeschränkt. In der jüngeren Vergangenheit entschied 2008 ein Gericht in Mexiko, dass Walmarts Ausgabe von Gutscheinen an die Beschäftigten, die nur in eigenen Läden einlösbar waren, verfassungswidrig sei.